# Leptogyra
Leptogyra is een geslacht van weekdieren uit de klasse van de Gastropoda (slakken).

## Soorten
- Leptogyra alaskana Bartsch, 1910
- Leptogyra constricta B. A. Marshall, 1988
- Leptogyra costellata Warén & Bouchet, 2009
- Leptogyra eritmeta Bush, 1897
- Leptogyra inconspicua Bush, 1897
- Leptogyra inflata Warén & Bouchet, 1993
- Leptogyra patula B. A. Marshall, 1988
- Leptogyra verrilli Bush, 1897